# Constance Beresford-Howe
Constance Beresford-Howe (ur. 10 listopada 1922 w Montrealu, zm. 20 stycznia 2016) – kanadyjska pisarka, nauczycielka akademicka.
Ukończyła studia licencjackie i magisterskie na McGill University. Stopień doktora (Ph.D) uzyskała na Brown University. Trzy z jej powieści doczekały się adaptacji filmowych: The Cuckoo Bird, The Marriage Bed oraz The Book of Eve (polski tytuł filmu Księga Ewy).
31 grudnia 1960 poślubiła Christophera W. Pressnella. Ma syna.

## Powieści
- The Unreasoning Heart (1946)
- Of This Day’s Journey (1947)
- The Invisible Gate (1949)
- Lady Greensleeves (1955)
- The Book of Eve (1973)
- A Population of One (1976)
- The Marriage Bed (1981)
- Night Studies (1985)
- Prospero’s Daughter (1988)
- A Serious Widow (1991)